# Lloyd Hill
Lloyd Hill är en kulle i Antarktis. Den ligger i Sydshetlandsöarna. Argentina, Chile och Storbritannien gör anspråk på området. Toppen på Lloyd Hill är 335 meter över havet.
Terrängen runt Lloyd Hill är kuperad åt nordost, men åt sydväst är den platt. Havet är nära Lloyd Hill åt sydväst. Trakten är glest befolkad. Närmaste befolkade plats är Maldonado Station, 8,8 kilometer nordost om Lloyd Hill. 